# Bislig
Bislig – miasto na Filipinach, położone w regionie Caraga, w prowincji Surigao del Sur, na wyspie Mindanao.
Miasto zostało założone w 1921 roku. Bislig jest obecnie rozwijającym ośrodkiem turystycznym, położonym nad Morzem Filipińskim.

## Atrakcje turystyczne
- Ocean View Park - park[1]
- Lawigan Beach - plaża[1]
- Baywalk Park - bulwar[1]
- Tinuy-an Falls - trójpoziomowy kaskadowy wodospad[1]

## Gospodarka
W mieście rozwinął się przemysł drzewny oraz papierniczy.

## Demografia

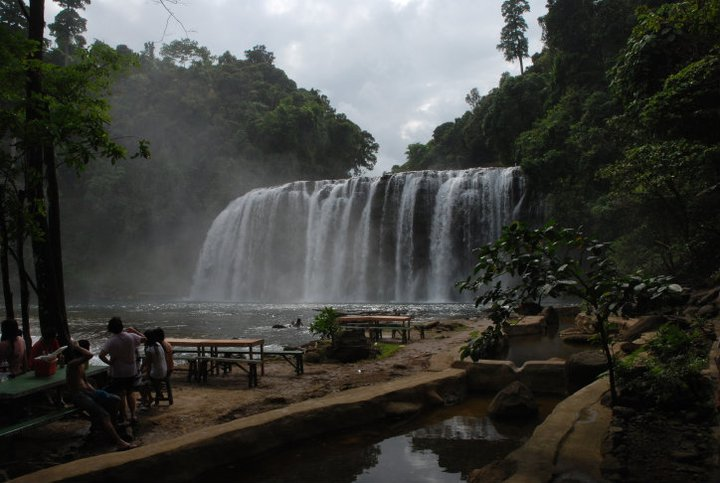
Tinuy-an Falls w Bislig